# 窄體鸚嘴魚
窄體鸚嘴魚，為輻鰭魚綱鱸形目隆頭魚亞目鸚哥魚科的其中一種，分布於東太平洋區，從加利福尼亞灣至加拉巴哥群島海域，棲息深度3-24公尺，體長可達68公分，棲息在礁石區，以藻類、珊瑚為食。